# Brani
Brani is een bestuurslaag in het regentschap Cilacap van de provincie Midden-Java, Indonesië. Brani telt 2210 inwoners (volkstelling 2010).